# Pilares de Tacalpo
Pilares de Tacalpo es un caserío peruano ubicado en el distrito de Ayabaca, perteneciente a la provincia homónima del departamento de Piura, al norte del Perú. 

## Ubicación
Pilares de Tacalpo se ubica al noreste de la provincia de Ayabaca, en el distrito de Ayabaca, en el departamento de Piura.

## Demografía
En 2017 Pilares de Tacalpo tenía una población de 125 habitantes.
| Gráfica de evolución demográfica de Pilares de Tacalpo entre 1993 y 2017 |
|                                                                          |
| Fuentes: Población 1993 y 2017                                           |